# Calcio ai XII Giochi del Mediterraneo
Il torneo di calcio ai XII Giochi del Mediterraneo si è svolto dal 16 giugno al 27 giugno 1993.

## Fase a gironi

### Gruppo A
| Gruppo A             | Gruppo A | Gruppo A | Gruppo A | Gruppo A | Gruppo A | Gruppo A | Gruppo A | Gruppo A |
| Squadra              | G        | V        | N        | P        | F        | S        | DR       | PT       |
| -------------------- | -------- | -------- | -------- | -------- | -------- | -------- | -------- | -------- |
| Algeria              | 2        | 1        | 1        | 0        | 5        | 2        | +3       | 3        |
| Grecia               | 2        | 1        | 0        | 1        | 4        | 5        | -1       | 2        |
| Bosnia ed Erzegovina | 2        | 0        | 1        | 1        | 2        | 4        | -2       | 1        |

|  | Algeria | 4 – 1 | Grecia |  |

|  | Algeria | 1 – 1 | Bosnia ed Erzegovina |  |

|  | Grecia | 3 – 1 | Bosnia ed Erzegovina |  |

### Gruppo B
| Gruppo B | Gruppo B | Gruppo B | Gruppo B | Gruppo B | Gruppo B | Gruppo B | Gruppo B | Gruppo B |
| Squadra  | G        | V        | N        | P        | F        | S        | DR       | PT       |
| -------- | -------- | -------- | -------- | -------- | -------- | -------- | -------- | -------- |
| Turchia  | 3        | 2        | 1        | 0        | 7        | 3        | +4       | 5        |
| Francia  | 3        | 1        | 2        | 0        | 6        | 4        | +2       | 4        |
| Tunisia  | 3        | 1        | 0        | 2        | 2        | 5        | -3       | 2        |
| Croazia  | 3        | 0        | 1        | 2        | 5        | 8        | -3       | 1        |

|  | Turchia | 1 – 1 | Francia |  |

|  | Turchia | 3 – 0 | Tunisia |  |

|  | Turchia | 3 – 2 | Croazia |  |

|  | Francia | 2 – 0 | Tunisia |  |

|  | Francia | 3 – 3 | Croazia |  |

|  | Tunisia | 2 – 0 | Croazia |  |

### Gruppo C
| Gruppo C | Gruppo C | Gruppo C | Gruppo C | Gruppo C | Gruppo C | Gruppo C | Gruppo C | Gruppo C |
| Squadra  | G        | V        | N        | P        | F        | S        | DR       | PT       |
| -------- | -------- | -------- | -------- | -------- | -------- | -------- | -------- | -------- |
| Italia   | 2        | 2        | 0        | 0        | 4        | 1        | +3       | 4        |
| Slovenia | 2        | 0        | 1        | 1        | 1        | 2        | -1       | 1        |
| Marocco  | 2        | 0        | 1        | 1        | 0        | 2        | -2       | 1        |

| 17 giugno 1993                                       | Italia    | 2 – 0 | Marocco |  |
| \| \| \| \| \| Bertarelli Orlando \| Marcatori \| \| |           |       |         |  |
|                                                      |           |       |         |  |
| Bertarelli Orlando                                   | Marcatori |       |         |  |

| Arbitro: | Çakman |

|              |           |         |
| Corini Vieri | Marcatori | Zahovic |

| 20 giugno 1993 | Marocco | 0 – 0 | Slovenia |  |

## Fase a eliminazione diretta
|  | Semifinali | Semifinali | Semifinali |         |         | Finale          | Finale          | Finale          |  |
|  |            |            |            |         |         |                 |                 |                 |  |
|  | Francia    | Francia    | 0          |         |         |                 |                 |                 |  |
|  | Francia    | Francia    | 0          |         |         |                 |                 |                 |  |
|  | Turchia    | Turchia    | 1          |         |         |                 |                 |                 |  |
|  | Turchia    | Turchia    | 1          |         | Turchia | Turchia         | 2               |                 |  |
|  |            |            |            |         | Turchia | Turchia         | 2               |                 |  |
|  |            |            | Algeria    | Algeria | 0       |                 |                 |                 |  |
|  | Algeria    | Algeria    | Algeria    | Algeria | 0       | 1               |                 |                 |  |
|  | Algeria    | Algeria    |            |         |         | 1               |                 |                 |  |
|  | Italia     | Italia     | 0          |         |         | Finale 3º posto | Finale 3º posto | Finale 3º posto |  |
|  | Italia     | Italia     | 0          |         |         |                 |                 |                 |  |
|  |            |            |            |         |         |                 |                 |                 |  |
|  |            |            |            |         |         | Francia         | Francia         | 2               |  |
|  |            |            |            |         |         | Francia         | Francia         | 2               |  |
|  |            |            |            |         |         | Italia          | Italia          | 1               |  |

### Semifinali
| Nîmes | Francia | 0 – 1 | Turchia |  |

| Nîmes 24 giugno 1993                       | Algeria   | 1 – 0 | Italia |  |
| \| \| \| \| \| Zerrouki \| Marcatori \| \| |           |       |        |  |
|                                            |           |       |        |  |
| Zerrouki                                   | Marcatori |       |        |  |

### Finale 3/4º posto
| Nîmes 26 giugno 1993                                          | Francia   | 2 – 1      | Italia |  |
| \| \| \| \| \| Vairelles Pedros \| Marcatori \| Delvecchio \| |           |            |        |  |
|                                                               |           |            |        |  |
| Vairelles Pedros                                              | Marcatori | Delvecchio |        |  |

### Finale
| Nîmes 26 giugno 1993 | Turchia | 2 – 0 | Algeria |  |

## Medagliere
| Posizione | Paese   |
| --------- | ------- |
|           | Turchia |
|           | Algeria |
|           | Francia |
| 4         | Italia  |